# Stokastisk elektrodynamik
I teoretisk fysik är Stokastisk elektrodynamik (SED) en variant av klassisk elektrodynamik, som hävdar att det finns ett klassiskt Lorentzinvariant strålningsfält med statistiska egenskaper, vilka liknar det elektromagnetiska nollpunktfältet (ZPF) av kvantelektrodynamik (QED). Undersökningar av SED har ägnat sig åt:
1. Graden till vilken denna föreskrift kan få SED att efterlikna vissa uppträdanden, som traditionellt uteslutande anses höra till kvantmekanikens domäner; och
2. Ett möjligt klassiskt ZPF-baserat ursprung för gravitation, tröghet och den fotoelektriska effekten.[1]

Det råder ingen allmän samstämmighet om dessa strävandens framgång.
Stokastisk elektrodynamik har använts i försök att ta fram en klassisk förklaring till effekter som dessförinnan ansågs kräva kvantmekanik (här Schrödingerekvationen och Diracekvationen plus kvantelektrodynamik) för att förklaras.

## Arbeten av Haisch och Rueda
Enligt Haisch och Rueda, uppkommer tröghet som en elektromagnetisk drag-effekt på accelererande partiklar, genom utbyte med nollpunktfältet.  I deras paper 1998 (Ann. Phys.) talar de om ett "Rindler-flöde", förmodligen syftande på Unruh-effekten, och menar sig ha beräknat en "ZPF-rörelsemängd" skild från noll.  Beräkningen vilar på att de hävdat sig ha tagit fram en "ZPF-Poyntingvektor" skild från noll.

## I populärlitteraturen
Arthur C. Clarke beskriver en "SHARP drive" (för Sakharov, Haisch, Rueda och Puthoff) i sin roman 1997 "3001 – Den sista resan". Detta anknöt till spekulation i (icke-tekniska) artiklar av Haisch och Rueda om styrning av tröghet med SED principer.